# Kanton Lanouaille

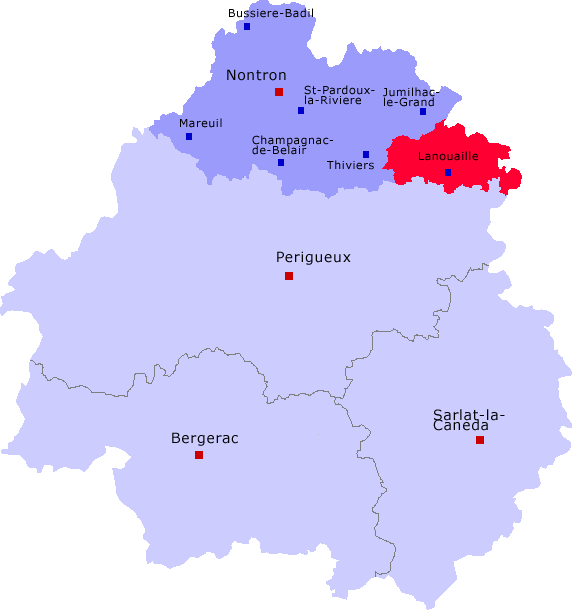
Lage des Kantons Lanouaille im Arrondissement Nontron und im Département Dordogne

Der Kanton Lanouaille war von 1790 bis 2015 ein französischer Wahlkreis im Arrondissement Nontron, im Département Dordogne und in der Region Aquitanien.

## Geschichte
Der Kanton wurde am 4. März 1790 im Zuge der Einrichtung der Départements als Teil des damaligen „Distrikts Nontron“ gegründet. Mit der Gründung der Arrondissements am 17. Februar 1800 wurde der Kanton als Teil des damaligen Arrondissements Nontron neu zugeschnitten.
Siehe auch Geschichte Dordogne und Geschichte Arrondissement Nontron.

## Gemeinden
| Gemeinde                  | Einwohner Jahr | Fläche km² | Bevölkerungsdichte | Code INSEE | Postleitzahl |
| ------------------------- | -------------- | ---------- | ------------------ | ---------- | ------------ |
| Angoisse                  | 637 (2013)     | –          | – Einw./km²        | 24008      | 24270        |
| Dussac                    | 409 (2013)     | –          | – Einw./km²        | 24158      | 24270        |
| Lanouaille                | 1.007 (2013)   | –          | – Einw./km²        | 24227      | 24270        |
| Nanthiat                  | 252 (2013)     | –          | – Einw./km²        | 24305      | 24800        |
| Payzac                    | 1.005 (2013)   | –          | – Einw./km²        | 24320      | 24270        |
| Saint-Cyr-les-Champagnes  | 278 (2013)     | –          | – Einw./km²        | 24397      | 24270        |
| Saint-Sulpice-d’Excideuil | 313 (2013)     | –          | – Einw./km²        | 24505      | 24800        |
| Sarlande                  | 409 (2013)     | –          | – Einw./km²        | 24519      | 24270        |
| Sarrazac                  | 373 (2013)     | –          | – Einw./km²        | 24522      | 24800        |
| Savignac-Lédrier          | 722 (2013)     | –          | – Einw./km²        | 24526      | 24270        |